# František Doležal (pilot)
Plk. František Doležal (14. září 1909 Česká Třebová – 4. října 1945 Bohaté Málkovice) byl československý důstojník, pilot a příslušník československé armády v zahraničí.

## Život

### Před druhou světovou válkou
František Doležal se narodil 14. září 1909 v České Třebové v rodině strojvedoucího. Vystudoval reálnou školu v rodné České Třebové a v roce 1928 nastoupil ke studiu na České vysoké učení technické v Praze, kde absolvoval deset semestrů oboru strojního inženýrství. Studium předčasně ukončil v roce 1932 a mezi lety 1933 a 1934 absolvoval prezenční vojenskou službu v Josefově. Během ní vystudoval i školu důstojníků v záloze, po ní nastoupil ke studiu na Vojenské akademii v Hranicích konkrétně na její letecké oddělení. Vyřazen z akademie byl v roce 1936, následoval aplikační kurz v Prostějově, kde získal kvalifikaci pozorovatele a pilota. Zařazen byl ke stíhací letce v Olomouci, kde ho zastihli i události spojené s podpisem Mnichovské dohody. Dosáhl hodnosti poručíka.

### Druhá světová válka

#### Francie
Po německé okupaci a zrušení československé armády opustil František Doležal v červnu 1939 Protektorát Čechy a Morava a přes Polsko se dostal do Francie, kde musel nejprve podepsat závazek ve cizinecké legii. Posléze se dostal do výcvikového střediska v Chartres a přeškolil se na francouzskou techniku. Během bojů o Francii nalétal devatenáct operačních hodin a připsal si tři jisté a jeden pravděpodobný sestřel. Po pádu Francie se přesunul přes Maroko a Gibraltar do Velké Británie.

#### Velká Británie
Zařazen byl k 310. československé stíhací peruti RAF, ta ale měla přebytek pilotů a tak byl převelen k 19. peruti RAF, ve které absolvoval bitvu o Británii a ve které jako první Čech pilotoval Supermarine Spitfire. Během ní si připsal dva jisté a dva pravděpodobné sestřely a jedno poškození a utrpěl zranění nohy. K 310. peruti se vrátil 29. října 1940, aby nahradil zraněného velitele letky A Jaroslava Malého. Po zranění Františka Webera byl 11. ledna 1942 ustanoven zastupujícím velitelem 310. peruti, od 7. dubna téhož roku pak velitelem řádným. Osobně se účastnil podpory Operace Jubilee, na své konto si připsal ještě jeden jistý a jeden pravděpodobný sestřel a jedno poškození. Po ukončení předepsaného operačního turnusu dne 15. ledna 1943 byl František Doležal ustanoven spoluvelitelem základny Churchstantot, dne 1. dubna 1943 pak převzal po Karlu Mrázkovi velení nad Československým stíhacím křídlem. Úspěšně jej vedl do konce dalšího řádného turnusu dne 31. ledna 1944, kdy velení předal Tomáši Vybíralovi. Následně sloužil jako styčný důstojník u 19. stíhacího křídla, v roce 1944 absolvoval studium na americké Command and General StaffSchool ve Fort Leavenworth. Během něho se spolupodílel na vypracování plánů pro americkou invazi na Filipíny. Po návratu sloužil na Inspektorátu československého letectva. Dne 3. března 1945 byl vyřazen z Royal Air Force a přešel pod československé Ministerstvo národní obrany. Dosáhl hodnosti podplukovníka, v RAF Wing Commander.

### Po druhé světové válce
Do Československa se František Doležal vrátil prvním letadlem 17. května 1945. Začal se podílet na znovuvybudování československého letectva, pracoval v přípravném výboru Českého národního aeroklubu. Právě cestou na jeho ustavující shromáždění do Zlína se dne 4. října 1945 stal obětí nevysvětlené nehody letounu Siebel Si 204 pilotovaným Josefem Kuhnem u Bohatých Málkovic.

## Ocenění

### Vyznamenání
- 2x 1940, 1943 a 1945 Československý válečný kříž 1939
- 1941 a 1942 Československá medaile Za chrabrost před nepřítelem
- 1942 Záslužný letecký kříž
- 1944 Československá medaile za zásluhy I. st.
- 1944 Řád za vynikající službu
- Pamětní medaile československé armády v zahraničí
- Croix de guerre
- Hvězda 1939–1945
- Britská medaile Za obranu
- Válečná medaile 1939–1945

### Posmrtná ocenění
- Dne 1. června 1991 byl František Doležal in memoriam povýšen na plukovníka